# Ludvík Liška
Ludvík Liška (* 8. April 1929 in Lužná u Vsetína; † 19. Februar 2021 in Brandýs nad Labem-Stará Boleslav) war ein tschechoslowakischer Leichtathlet.

## Biografie
Ludvík Liška startete bei den Olympischen Spielen 1952 in Helsinki im Wettkampf über 800 Meter, schied dort als Sechster seines Halbfinallaufs aus. Über die gleiche Distanz startete er bei den Europameisterschaften 1954 und wurde 1954 sowie 1956 Tschechoslowakischer Meister. Zudem wurde er vierfacher Meister mit der 4-mal-400-Meter-Staffel.
Zwischen 1953 und 1959 nahm er für Tschechoslowakei an 16 Länderkämpfen teil. Dabei konnte er 1953 in Houštka zusammen mit Dušan Čikel, Alfréd Stržínek und Stanislav Jungwirth in einer Zeit von 7:28,0 Minuten einen neuen Weltrekord in der 4-mal-800-Meter-Staffel aufstellen.